# Andrea Koch-Benvenuto
Andrea Koch-Benvenuto (ur. 26 kwietnia 1985 w Santiago) – chilijska tenisistka, medalistka igrzysk Ameryki Południowej oraz igrzysk panamerykańskich, reprezentantka kraju w Fed Cup.

## Kariera tenisowa
Gra Koch-Benvenuto wyróżniała się tym, że potrafiła grać bekhend oburącz, zarówno z lewej jak i prawej strony.
Start w zawodowym tenisie odnotowała jako piętnastolatka, w marcu 2000, biorąc udział w kwalifikacjach do turnieju ITF w rodzimym Santiago, w których dotarła do drugiej rundy. Rok później, dzięki dzikiej karcie zagrała na tym samym turnieju w fazie głównej, ale przegrała w pierwszym meczu z Brazylijką Joaną Cortez. W 2004, w La Paz dotarła do finału singla a swój pierwszy turniej wygrała w 2006 roku, w Xalapie-Enríquez, w Meksyku, pokonując w finale Maríę Irigoyen. W sumie wygrała czternaście turniejów w grze pojedynczej i dziewiętnaście w grze podwójnej rangi ITF.
W lutym 2008, dzięki dzikiej karcie zagrała w turnieju WTA, w Viña del Mar, ale udział zakończyła już na pierwszej rundzie, przegrywając z Niemką Martiną Müller. Był to jej jedyny kontakt z rozgrywkami tego cyklu.
W latach 2003–2016 reprezentowała swój kraj w rozgrywkach Fed Cup, z bilansem czterdziestu jeden meczów wygranych i trzydziestu dwóch przegranych.

### Gra pojedyncza
|     | Data       | Turniej         | Kat. | ($)    | Naw.   | Finalistka                      | Wynik            |
| 1.  | 11/06/2006 | Xalapa-Enríquez | ITF  | 10 000 | twarda | María Irigoyen                  | 6:1, 3:6, 6:4    |
| 2.  | 13/09/2009 | Mazatlán        | ITF  | 10 000 | ziemna | Fernanda Hermenegildo           | 6:1, 6:2         |
| 3.  | 07/11/2009 | Bogota          | ITF  | 10 000 | ziemna | Yuliana Lizarazo                | 7:6, 6:4         |
| 4.  | 14/11/2010 | Bogota          | ITF  | 10 000 | ziemna | Patricia Kú Flores              | 6:1, 7:5         |
| 5.  | 04/12/2010 | Santiago        | ITF  | 10 000 | ziemna | Verónica Cepede Royg            | 6:2, 6:2         |
| 6.  | 23/07/2011 | Ribeirão Preto  | ITF  | 10 000 | ziemna | Vivian Segnini                  | 6:2, 6:2         |
| 7.  | 21/08/2011 | La Paz          | ITF  | 10 000 | ziemna | María Irigoyen                  | 6:0, 7:6         |
| 8.  | 25/11/2012 | Barranquilla    | ITF  | 10 000 | ziemna | Karolina Nowak                  | 7:6(4), 6:0      |
| 9.  | 27/10/2013 | Bogota          | ITF  | 10 000 | twarda | Anna Katalina Alzate Esmurzaeva | 6:3, 6:3         |
| 10. | 17/11/2013 | Lima            | ITF  | 10 000 | ziemna | Patricia Kú Flores              | 7:5, 6:7(4), 6:2 |
| 11. | 01/12/2013 | Bogota          | ITF  | 10 000 | ziemna | Naomi Totka                     | 6:1, 6:1         |
| 12. | 03/08/2014 | Santa Cruz      | ITF  | 10 000 | ziemna | Julieta Estable                 | 6:2, 7:5         |
| 13. | 31/08/2014 | Quito           | ITF  | 10 000 | ziemna | Sofía Blanco                    | 6:3, 6:4         |
| 14. | 26/10/2014 | Pereira         | ITF  | 10 000 | ziemna | Nicole Frenkel                  | 7:6(1), 6:2      |